# حلمي شعراوي
محمد حلمي شعراوي (7 يوليو 1935 - 20 مارس 2023) سياسي يساري وصحفي مصري.

## نشأته
ولد شعراوي 7 يوليو 1935 بمحافظة الجيزة، إلتحق بقسم علم الاجتماع بكلية الأداب جامعة القاهرة وتخرّج فيه عام 1958.

## مسيرته
- قدم شعراوى دراسة حول حركة التحرير في نيجيريا.[9][10]
- إلتحق بالعمل بدائرة الشؤون الأفريقية في رئاسة الجمهورية خلال عهد عبد الناصر عام 1959.[11]
- عيّن فيها باحثا مسؤولا عن متابعة دول شرق أفريقيا والإشراف على بيت ضيافة الأفارقة في القاهرة المعروف ببيت شرق أفريقيا.[12][13]
- عين منسقاً عاماً لمكاتب التحرير ال23 مكتبا الأفريقية في القاهرة، وساعده ذلك على دراسة تطورات معارك التحرير الإفريقية ضد الاستعمار.[14][15]
- شارك في عضوية وفود رسمية تمثل مصر في أفريقيا.[16]
- كان ضمن وفود الاحتفالات باستقلال تنجانيقا بتنزانيا عام 1961، وزنجبار عام 1963، وأنغولا وموزمبيق 1975.[17]

- مسئول حركات التحرير الأفريقية خلال 1960 - 1975.[18][19]
- أستاذ علوم سياسية بجامعة جوبا (السودان) 1981-1982.[20]
- خبير العلاقات العربية الأفريقية بالمنظمة العربية للتربية والثقافة والعلوم بتونس خلال 1982 - 1986.[21]
- الرئيس الأسبق للجمعية الأفريقية للعلوم السياسية.[22]
- خبير شئون أفريقية ومؤسس مركز البحوث العربية والأفريقية.[23]
- شغل منصب أمين لجنة الدفاع عن الثقافة القومية منذ 1979.[24]
- مديراً مركز البحوث العربية والأفريقية.[25][26]
- عين شعراوي باحثا بمركز الفنون الشعبية، وباحثا في الشؤون الأفريقية حتى عام 1974.[27]
- انتقل إلى العمل بتدريس العلوم السياسية بجامعة جوبا عام 1975.[28]
- رئاسة مركز البحوث العربية والأفريقية في القاهرة، وبقي فيها حتى وفاته 2023.[29]
- صاحب فكرة ومقترح ملتقى الثقافات الافريقيا فى عام 2010 من تنفيذ وتنظيم الملتقى بالتعاون مع المجلس الاعلى للثقافة.

## مؤلفاته
له تاريخ طويل من المساهمة في الكتابة والتحليل في الشؤون الافريقية، وأثرى الدراسات والبحوث الأكاديمية بمجموعة مؤلفات بين الترجمات والمراجعات والمقالات والكتب عن أفريقيا اقتصادياً وسياسياً واحتماعية منها:-
1. أوباما وخطابه الأفريقي.
2. أجندة أفريقية للقمة العربية.
3. تشاد شأن عربي.
4. هل الصومال مسؤولية عربية «أيضا».
5. رؤية إستراتيجية للعلاقات العربية الأفريقية.
6. النيل وملحمة سيف بن ذي يزن.
7. أزمة مياه النيل وعولمة المشروعات المائية.
8. حركات الإسلام السياسي.
9. الثقافة والمثقفون في أفريقيا.

كان للسودان اهتمام خاص في إنتاج شعراوي، حيث نظم العديد من الندوات والفعاليات فيه، واستضاف الكثير من المفكرين السودانيين في مركز البحوث العربية والإفريقية.
ومن المؤلفات للسودان.
- كتاب السودان في مفترق الطرق عام 2011. * كتب تكوين صورة السودانيين في مصر.[30][31]